# Pipkrage

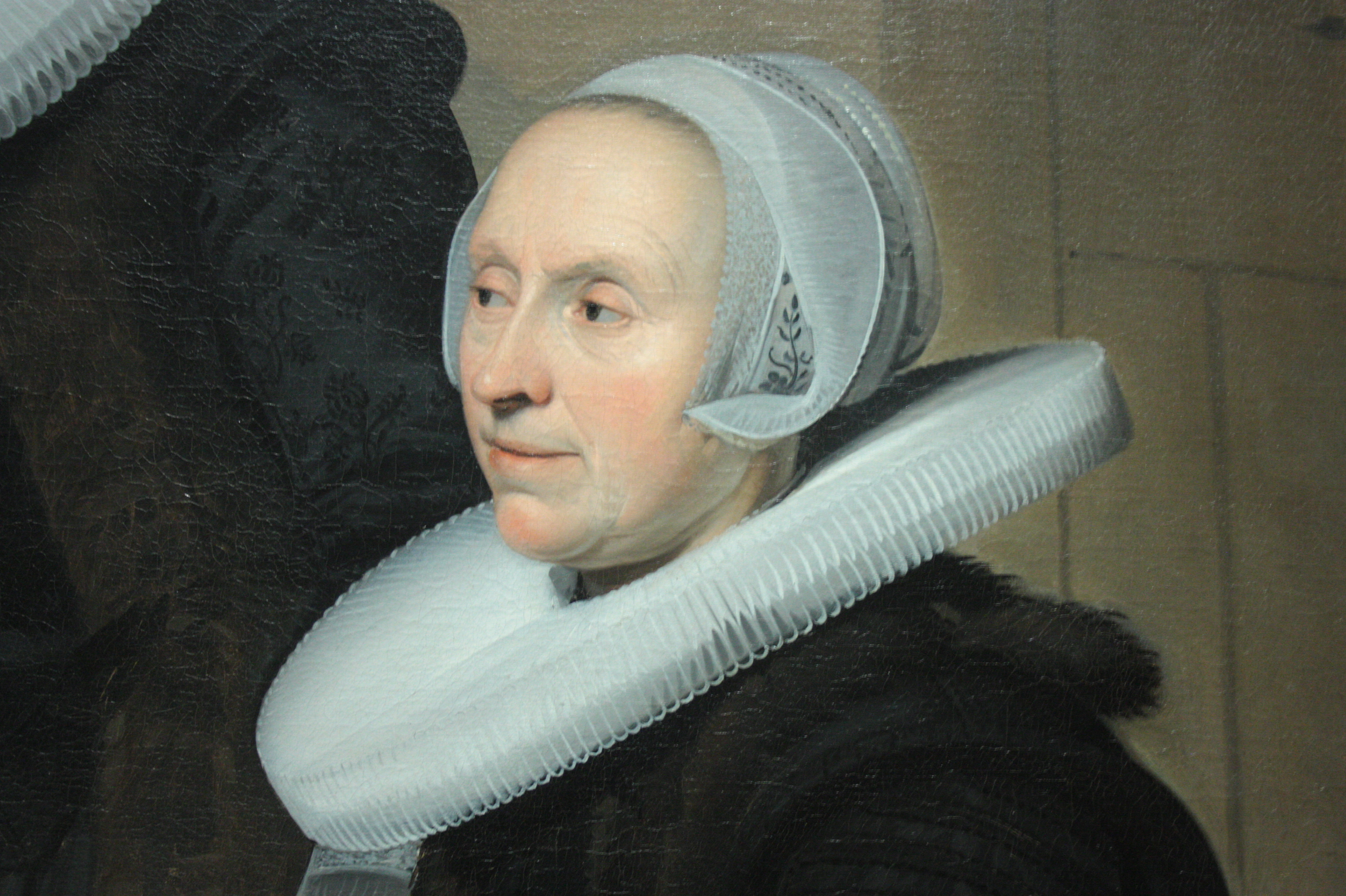
Nederländsk kvinna i pipkrage under början av 1600-talet.

Pipkrage är en typ av krage som tillverkas av flera lager stärkt tyg och läggs i täta rundade veck så att den ser ut som en krans av rör som står ut från halsen. De största varianterna kallas också kvarnstenskrage. Dessa kragar var moderna för den europeiska överklassen cirka 1550-1625, något längre i Nederländerna, för att sedan bara användas som prästkragar inom den dansk-norska prästklassen.

## Historik
Pipkragen uppstod som en gradvis vidareutveckling av en sammandragen kragkant på skjortor.
Pipkragen bars av den europeiska överklassens män och kvinnor från cirka 1550 till cirka 1625. Till en början var kragarna tämligen små, men framåt sekelskiftet 1600, under 1580- och 90-talen, kom de stora varianter som kom att kallas kvarnstenskrage.  
Bland puritaner inom protestantismen ansågs färgade kläder, knappar, exklusiva tyger och mycket annat som synd. En av de få modedetaljer religionen inte förbjöd var spetsarna. Detta ledde till att kvarnstenskragarna i dessa grupper, främst i Nederländerna, levde kvar långt efter att kragen kommit ur mode i resten av Europa. Kragtypen förbjöds vid det spanska hovet 1620, men då hade redan de (släta) franska spetskragarna slagit igenom. Under 1620-talet blev pipkragarna omoderna i hela Europa med undantag för Nederländerna, där de fortsatte att användas till in på 1650-talet. 
Den har därefter levt kvar som en del av ämbetsdräkten för protestantiska präster i Norge och Danmark. I Norge avskaffades bärandet av pipkrage 1980.

## Galleri

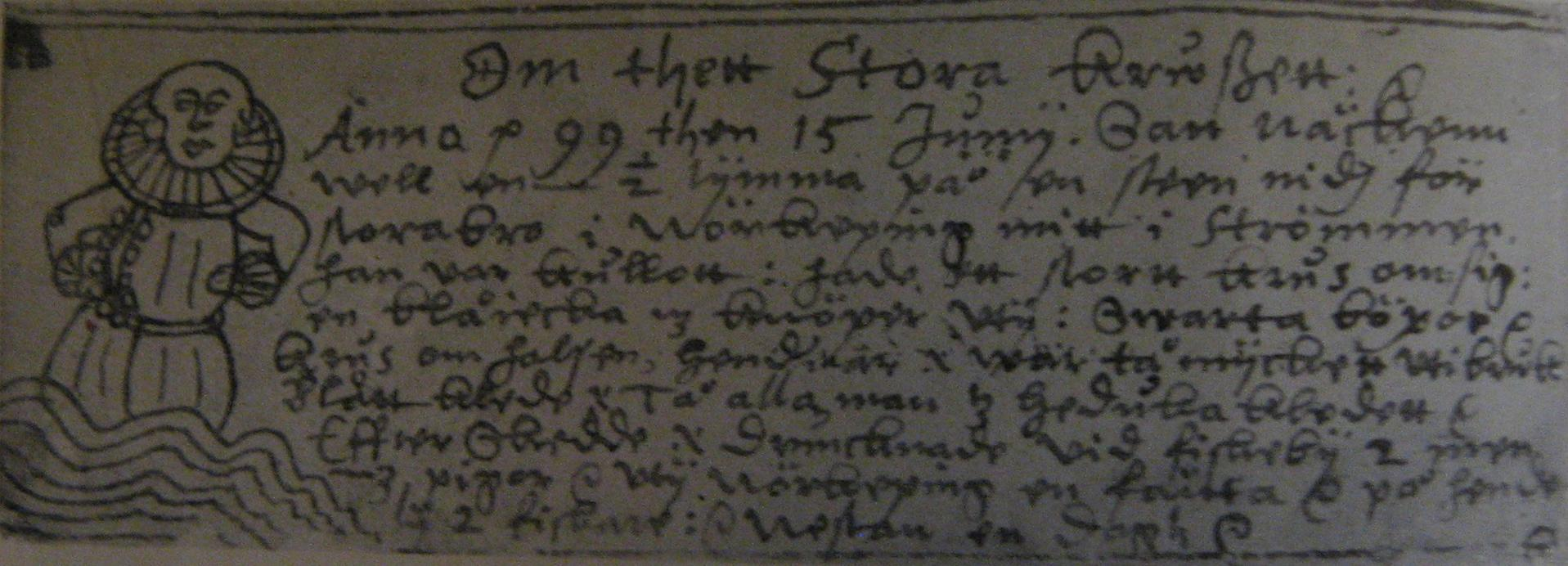
"Om thett Stora krussett" Teckning ur Joen Petri Klints Om the tekn och widunder som föregingo thet liturgiske owäsendet. Näcken hade 1599 visat sig i Stockholms ström med en stor pipkrage om halsen, som en järtecken över det sedesförfall med överdådigt mode som höll på att sprida sig i landet.
Erik Brahe med kvarnstenskrage, 1586
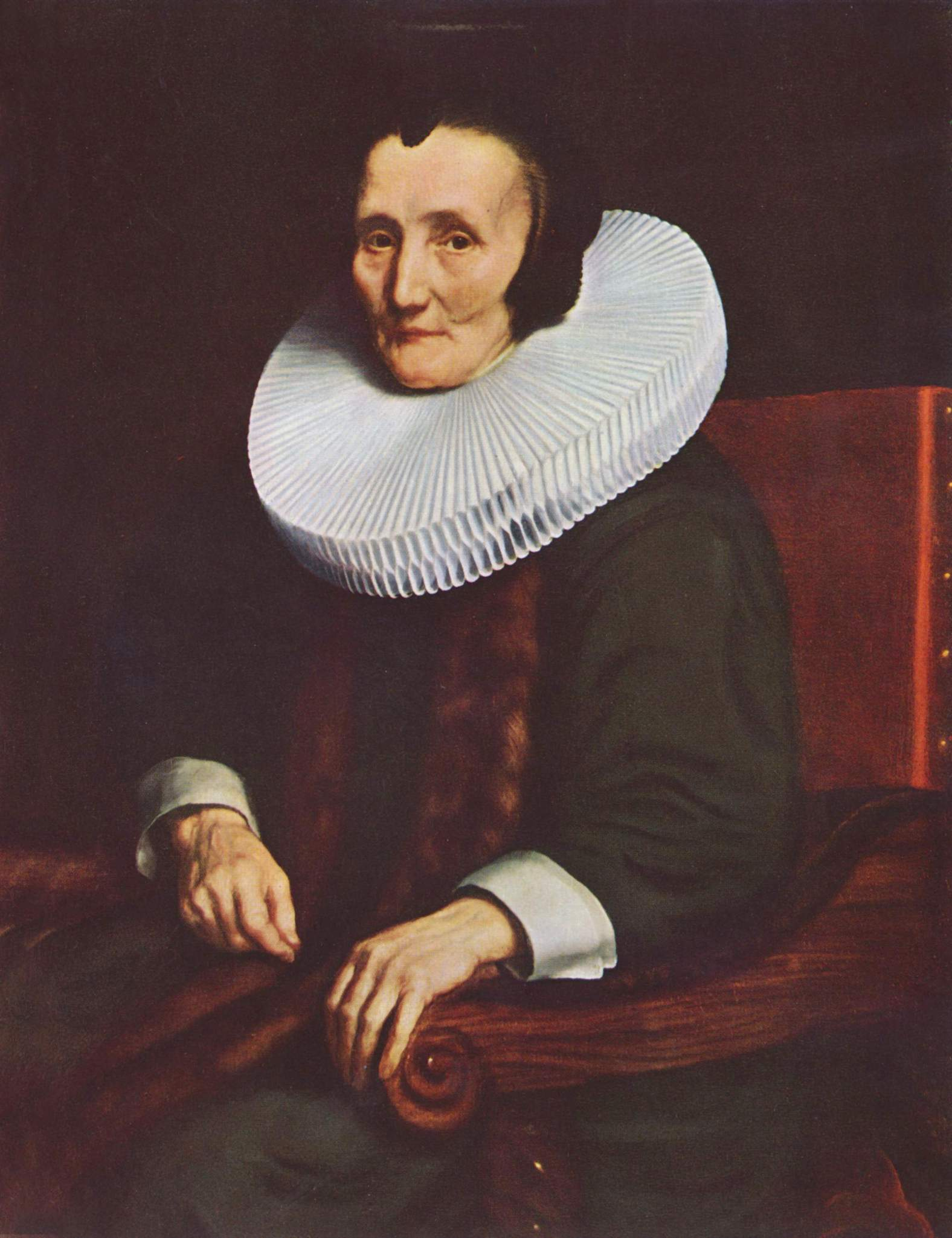
Margaretha de Geer, målad cirka 1660, med en så kallad "kvarnstenskrage".
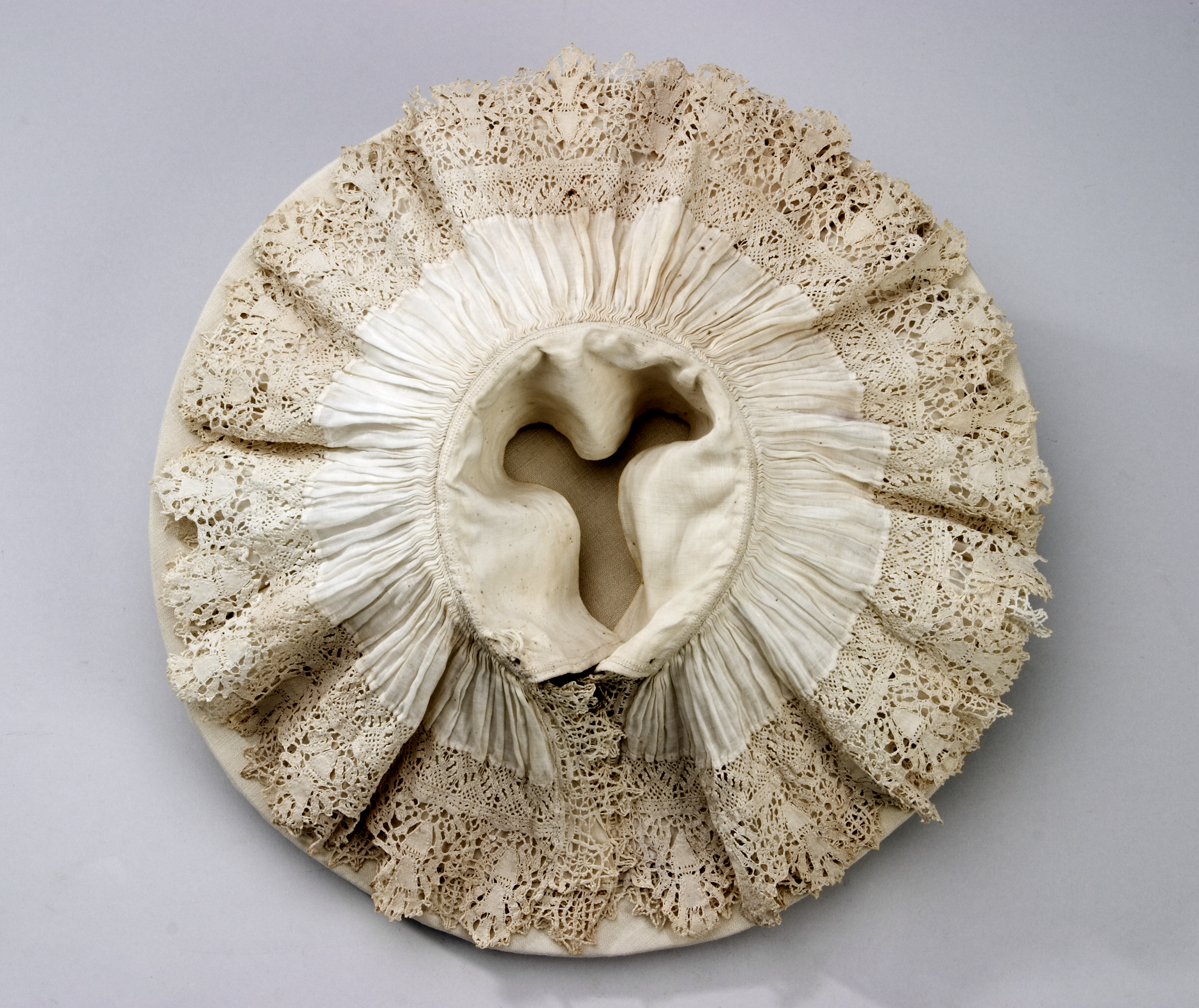
En pipkrage från 1620-talet
Detalj, pipkrage från 1620-talet